# 贾玲
贾玲（1982年4月29日—），湖北襄阳人，中国相声、小品、影视喜剧演员和導演。
曾經与白凯南搭档以及创立“酷口相声”。。2016年与栗坤、孙集斌共同创立「大碗传媒」公司。贾玲导演电影《你好，李焕英》票房突破54億元人民幣，全球票房8.21億美元，自此賈玲成為全球票房第二高女導演。2024年2月賈玲導演的第二部電影作品《熱辣滾燙》上映，截至2月17日春節檔期票房突破26億800萬元人民幣，創下中國春節檔劇情片票房紀錄。 截至2024年3月7日，其主演電影票房突破100億元人民幣，成為中國影史第4個票房突破百億的女演員。

## 早年经历
贾玲出生在湖北省襄阳地区宜城县大山里的一户四口之家，家境贫困，在家中的两个女儿里属幼女。1994年曾在武汉艺术学校学习表演2年。2000年，报考中央戏剧学院的表演专业，最终落选。2001年，同时报考中央戏剧学院的戏剧表演专业和相声表演专业。虽然两个专业都考上了，但由于母亲李焕英的误选，导致贾玲最终只能就读相声表演专业大专班。毕业后的贾玲由于女性身份接不到相声演出工作，于是她开始四处打工，通过做兼职主持人、剧本创作者、艺人临时助理等工作，以及姐姐贾丹的接济来维持生计。期间，姐姐贾丹帮她找了一份在高速公路上收费的稳定工作，但被贾玲拒绝。

## 演艺生涯
2003年毕业于中央戏剧学院相声表演专业，2005年考入中国广播艺术团，并拜冯巩为师。
2003年以《怎么了》获全国相声小品邀请赛相声一等奖。2006年以《望夫成龙》获得中央电视台第三届相声大赛专业组二等奖。2009年7月，贾玲与邹僧等人创办的「新笑声客栈」开张，成为酷口相声的大本营。2010年2月登上央视春晚，和白凯南合作表演对口相声《大话捧逗》，获得“我最喜爱的春晚节目”曲艺组三等奖。2011年2月，再次登上央视春晚表演相声《芝麻开门》。2012年登上江苏卫视春晚表演小品《万能表演》。
2012年参加湖南卫视《百变大咖秀》，并为前四季主要嘉宾之一。
2014参加即兴喜剧综艺《喜乐街》，并且担任常驻嘉宾。
2015年在央视春晚上表演小品《喜乐街》。
2015年因在《欢乐喜剧人》中改编花木兰喜剧小品，被木兰文化研究中心要求道歉。但很多网友也认为没必要道歉，该事件富有争议。木兰文化研究中心的真实性和权威性也富有争议，有民众呼吁加强对这一类协会的监管。
2016年4月22日参加浙江卫视《奔跑吧兄弟》第四季。2016年参加喜剧类比赛综艺《喜剧总动员》第一季，其团队的小品《你好，李焕英》在节目的第一期播出，获得第一期第一名。同年，参减肥综艺《拜拜啦肉肉》第一季，为固定成员之一。
2017年参加浙江卫视即兴喜剧节目《开心剧乐部》，其创建的公司大碗娱乐是该节目联合出品人之一。贾玲在该节目中担任开心能量团团长。同年参加《喜剧总动员》第二季，担任常驻队长之一。
2018至2022年，浙江卫视《王牌对王牌》固定嘉宾之一。
2018至2022年参加中央电视台春节联欢晚会，作品分别为：《真假老师》、《啼笑皆非》、《婆婆妈妈》、《一波三折》、《喜上加喜》。
2019年9月，导演的首部电影《你好，李焕英》开机。
2020年，浙江卫视 《青春環遊記2》固定嘉宾之一。
2021年，其导演并与沈腾共同主演的电影《你好，李焕英》（改编自2016年同名小品）于2021年2月12日（大年初一）上映。截至2021年2月26日，该片总票房已超45亿人民币。贾玲也打破了刘若英《後來的我們》13.6亿的票房纪录，成为中国影史票房最高的女导演，截至2021年3月10日，《你好，李焕英》票房已经突破了51亿人民币，超越了2019年的《哪吒之魔童降世》，成为了中国票房史上的第3名，仅次于《長津湖》和《戰狼2》。3月20日，票房收入突破53亿，由此贾玲成为全球票房第二高女导演。
2024年2月10日，贾玲导演的第二部电影作品《热辣滚烫》上映，其拍摄时间长达一年，期间她先增重40斤，并在专业教练团队的指导下开始进行拳击训练，成功减下100斤。截至2月17日，《热辣滚烫》春节档期票房突破26.08亿元人民币，超过影片《满江红》，创下中国春节档剧情片票房纪录。截至3月7日，其主演电影票房突破100亿元人民币，成为中国影史第4个票房突破百亿的女演员。9月27日，贾玲不再担任大碗娱乐公司职务，之后将专注于内容创作。

## 影視作品

### 主演小品（部分作品）
| 年份   | 名称         | 角色 | 备注 |
| 2015年 | 喜乐街       |      |      |
| 2015年 | 喜剧啊，喜剧 |      |      |
| 2015年 | 爱笑的女孩   |      |      |
| 2015年 | 倩女幽魂     |      |      |
| 2015年 | 被冤枉的记忆 |      |      |
| 2015年 | 倚天屠龙记   |      |      |
| 2015年 | 大话西游     |      |      |
| 2016年 | 你好，李焕英 |      |      |
| 2016年 | 泰坦尼克号   |      |      |
| 2016年 | 九儿         |      |      |

### 电影
| 年份   | 名称               | 角色     | 备注   |
| 2012年 | 就是闹着玩的       | 艺人妻   |        |
| 2015年 | 万万没想到：西游篇 | 贾玲儿   |        |
| 2016年 | 擺渡人             | 艺人妻   |        |
| 2018年 | 幸福马上来         | 吵架天后 |        |
| 2018年 | 祖宗十九代         | 吃火锅女 |        |
| 2020年 | 我和我的家乡       | 贾俞玲   |        |
| 2021年 | 你好，李焕英       | 贾晓玲   | 兼导演 |
| 2021年 | 穿过寒冬拥抱你     | 武哥     |        |
| 2024年 | 热辣滚烫           | 杜乐莹   | 兼导演 |
| TBA    | 转念花开           | 单媛     | 兼导演 |

### 电视剧
| 年份   | 名称                 | 角色   | 备注         |
| 2013年 | 新编辑部故事         | 戴姑姑 |              |
| 2013年 | 屌丝男士2            |        |              |
| 2013年 | 邻居也疯狂           | 李三姨 |              |
| 2015年 | 你是我的眼           |        |              |
| 2016年 | 百变五侠之我是大明星 | 宮煮   |              |
| 2016年 | 生活有点甜           |        |              |
| 2016年 | 欢喜密探             | 春花   |              |
| 2017年 | 六位帝狂玩           |        | 客串         |
| 2020年 | 欢喜猎人             | 贾小玲 | 兼聯合出品人 |

### 話劇（部分作品）
| 名称         | 备注 |
| 新白娘子传奇 |      |
| 求婚记       |      |
| 大话上海滩   |      |
| 以后的以后   |      |
| 万能表演     |      |
| 芝麻开门     |      |

### 綜藝節目
| 年份        | 名称               | 备注                |
| 2012-2014年 | 百变大咖秀         |                     |
| 2014年      | 一起来笑吧         | 喜剧演员            |
| 2014年      | 星廚駕到第一季     |                     |
| 2014年      | 喜乐街第一季       | 喜剧演员            |
| 2015年      | 喜乐街第二季       | 喜剧演员            |
| 2015年      | 真心英雄           |                     |
| 2015年      | 全员加速中         | 參賽者              |
| 2015年      | 喜剧班的春天第一季 | 班长                |
| 2015年      | 欢乐喜剧人第一季   | 喜剧演员            |
| 2016年      | 奔跑吧兄弟第四季   | 嘉宾（4月22日）     |
| 2016年      | 快乐大本营         | 嘉宾（5月21、28日） |
| 2016年      | 星廚駕到第三季     |                     |
| 2016年      | 喜剧总动员         | 第一赛段 喜剧演员   |
| 2016年      | 欢乐喜剧人第二季   | 喜剧演员            |
| 2017年      | 喜剧班的春天第二季 | 班长                |
| 2017年      | 奔跑吧             | 嘉賓（5月12、19日） |
| 2017年      | 开心剧乐部第一季   |                     |
| 2017年      | 开心剧乐部第二季   |                     |
| 2017年      | 王牌對王牌第二季   | 嘉賓                |
| 2018年      | 王牌對王牌第三季   | 特工                |
| 2019年      | 王牌對王牌第四季   | 王牌家族成員        |
| 2020年      | 王牌對王牌第五季   | 王牌家族成員        |
| 2020年      | 青春环游记2        | 春游家族成員        |
| 2021年      | 王牌对王牌第六季   | 王牌家族成员        |
| 2021年      | 百变大咖秀         |                     |
| 2021年      | 青春环游记3        | 春游家族成員        |

## 音樂作品
- 2015年《感覺自己萌萌噠》Feat 刘维

## 荣誉
- 《怎么了》 全国相声小品邀请赛专业组一等奖
- 《望夫成龙》 中央电视台相声大赛专业组二等奖
- 《爱拼才会赢》 中央电视台相声大赛专业组三等奖[30]

## 家庭
- 父亲：贾文田，退休前为襄阳胜卫东化工厂工人，现任北京大碗娱乐文化传媒有限公司法定代表人[31][32]。
- 母亲：李焕英，襄阳胜卫东化工厂工人，2001年10月12日因意外事故去世，享年48岁，小品《你好，李焕英》和同名电影中女主角的原型[33]。
- 姐姐：贾丹，1977年出生，曾任襄阳电视台主持人[34]。